# Molearachne sanctaehelenae
Genre
Espèce
Molearachne sanctaehelenae, unique représentant du genre Molearachne, est une espèce d'araignées aranéomorphes de la famille des Lycosidae.

## Distribution
Cette espèce est endémique de l'île de Sainte-Hélène.

## Description
Le mâle holotype mesure 6,55 mm et la femelle paratype 8,20 mm.

## Systématique et taxinomie
Cette espèce a été décrite par Sherwood, Henrard, Logunov et Fowler en 2023.
Ce genre a été décrit par Sherwood, Henrard, Logunov et Fowler en 2023 dans les Lycosidae.

## Étymologie
Son nom d'espèce lui a été donné en référence au lieu de sa découverte, l'île de Sainte-Hélène.

## Publication originale
- Sherwood, Henrard, Logunov & Fowler, 2023 : « Saint Helenian wolf spiders, with description of two new genera and three new species (Araneae: Lycosidae). » Arachnology, vol. 19, no 5, p. 816-851.